# Saturn Aura
Saturn Aura – samochód osobowy klasy średniej produkowany pod amerykańską marką Saturn w latach 2006 – 2009.

## Historia i opis modelu

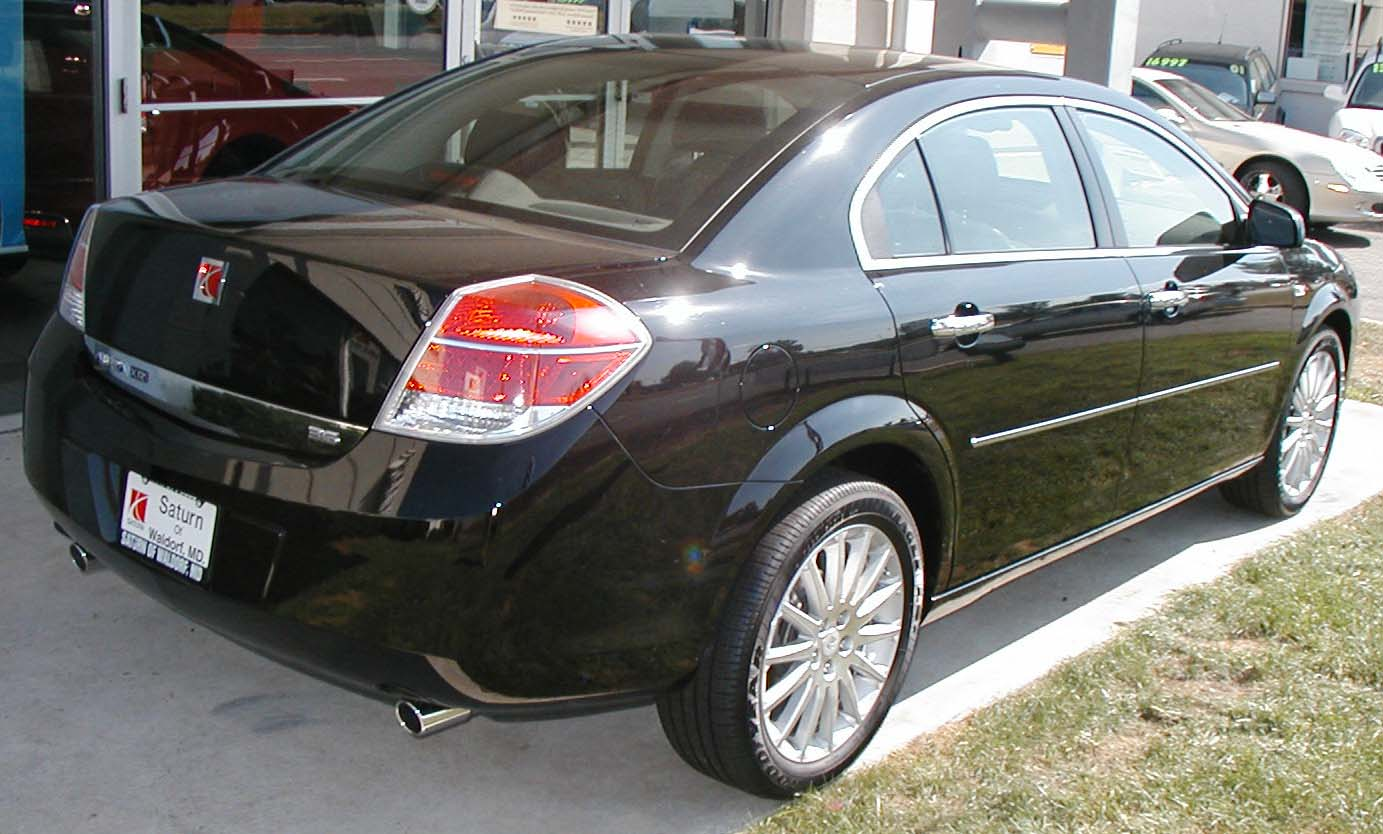
Saturn Aura - tył

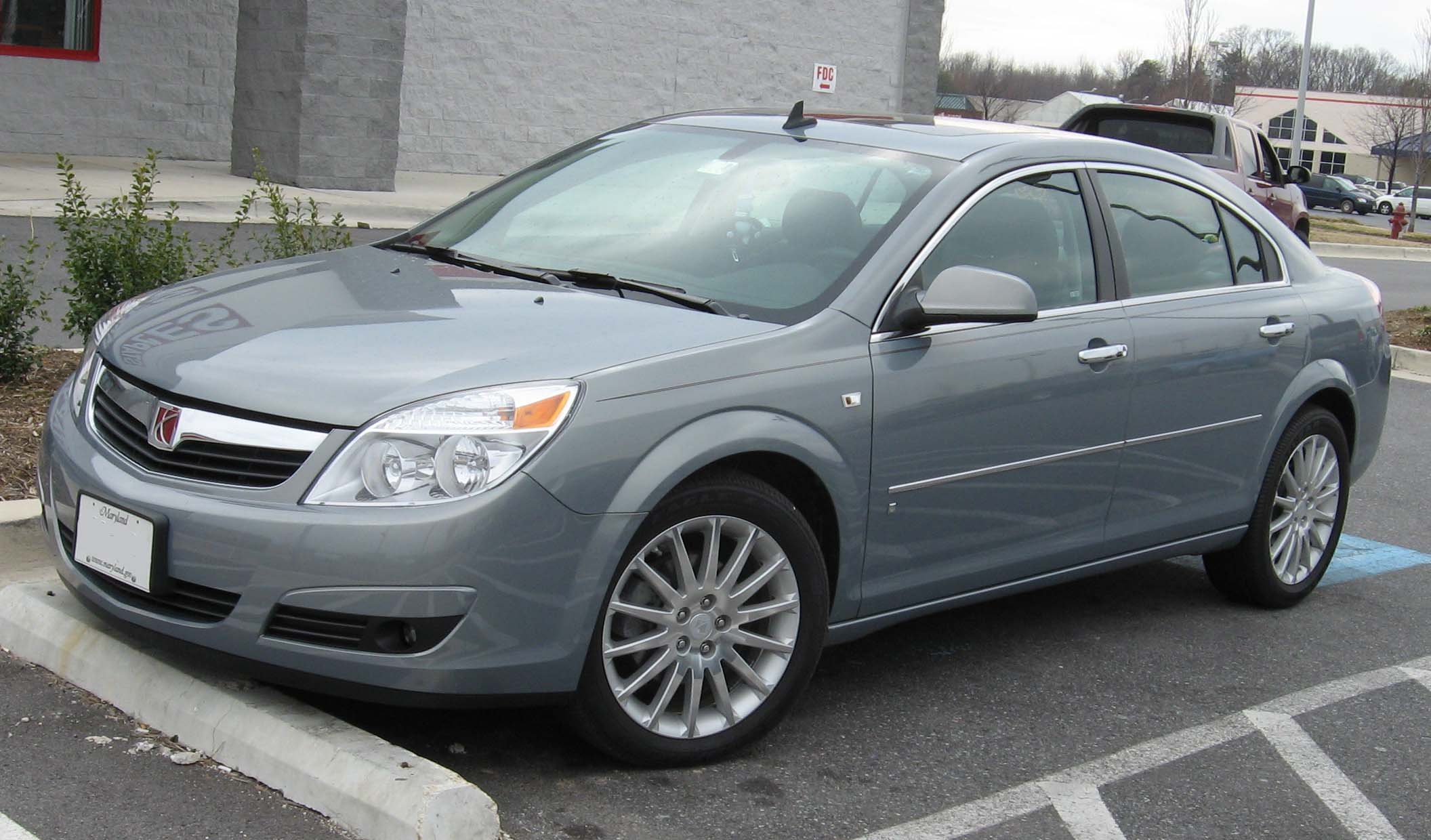
Saturn Aura XR

W styczniu 2005 roku na salonie motoryzacyjnym w Detroit zaprezentowany został prototypowy model klasy średniej o oznaczeniu Saturn Aura Concept, będący następcą dla produkowanych w latach 1999-2004 modeli serii L. Seryjna odmiana Aury miała swoją światową premierę na salonie motoryzacyjnym w Nowym Jorku w kwietniu 2006 roku.
Jeszcze w tym samym roku rozpoczęto produkcję seryjną w zakładzie Fairfax w Kansas City w stanie Kansas. Konstrukcja pojazdu oparta została na platformie podłogowej GM Epsilon, która wykorzystana została również w innych modelach tej klasy oferowanych przez marki należące do koncernu General Motors. Do napędu tego modelu wykorzystano jeden z trzech silników benzynowych: 2,4 dm³ LE5 R4 o mocy 171 KM, 3,5 dm³ LZ4 V6 o mocy 220 KM oraz 3,6 dm³ LY7 V6 o mocy 253 KM. Jednostki napędowe zblokowane zostały z 4-biegową automatyczną skrzynią biegów typu 4T45-E lub 6-biegową 6T70. W 2008 roku z oferty został wycofany silnik 3,5 dm³.
W marcu 2007 roku wprowadzono do sprzedaży wersję z napędem hybrydowym o oznaczeniu Saturn Aura Green Line. Wersja ta wyposażona została w silnik benzynowy 2,4 dm³ oraz jednostkę elektryczną, których łączna moc wynosi 166 KM. Aura zdobyła tytuł North American Car of the Year w edycji na rok 2007.
Produkcja Saturna Aura zakończona została w 2009 roku ze względu na likwidację marki Saturn.

### Wersje wyposażeniowe
Aura XE: Aura XE to podstawowa wersja. Wyposażona jest w silnik 2,4 dm³ R4 lub 3,5 dm³ oraz automatyczną skrzynię biegów 4T45-E. Od 2008 roku w oferowana była wyłącznie z silnikiem 2,4 dm³ i 6-biegową automatyczną skrzynią biegów. Kontrola trakcji stanowiła wyposażenie standardowe.
Aura XR: Aura XR to topowa wersja. Wyposażona jest w 3,6-litrowy, 252-konny silnik DOHC V6. Po raz pierwszy w przednionapędowym samochodzie GM zastosował 6-biegową skrzynię automatyczną Hydra-Matic 6T70. Kierowca może też wybrać manualną zmianę biegów, steruje wtedy nią łopatkami za kołem kierownicy.
Aura Green Line: Aura Green Line to wersja wyposażona w hybrydową jednostkę napędową, identyczną jak ta z modelu Vue. Napędzają ją 2,4-litrowy, 164-konny, spalinowy Ecotec i silnik elektryczny.

### Silniki
- V6 3.5l LZ4
- V6 3.6l LY7
- Hybrid 2.4l BAS